# Amjad Badr
Amjad Badr est un homme politique syrien qui est actuellement ministre de l'Agriculture de Syrie.